# Backlash 2009
Backlash 2009 è stata l'undicesima edizione dell'omonimo evento in pay-per-view prodotto annualmente dalla WWE. L'evento si è svolto il 26 aprile 2009 al Dunkin' Donuts Center di Providence.

## Storyline
Il 5 aprile, a WrestleMania XXV, Triple H difese con successo il WWE Championship contro Randy Orton. Nella puntata di Raw del 6 aprile il Chairman della WWE, Vince McMahon, annunciò un match tra lui stesso, Shane McMahon e Triple H contro la Legacy (Orton, Cody Rhodes e Ted DiBiase) per Backlash. Dopo che la nuova General Manager di Raw, Vickie Guerrero, aveva reso l'incontro di Backlash valevole per il WWE Championship di Triple H (se la Legacy avesse vinto, Orton avrebbe conquistato il titolo), il rientrante Batista salvò Shane e Triple H stesso dall'attacco di Orton, Rhodes e DiBiase; con Vince che lo nominò poi come suo sostituto per il match di Backlash.
A WrestleMania XXV, John Cena vinse un Triple Threat match che includeva anche Big Show e il campione Edge, conquistando così il World Heavyweight Championship per la seconda volta. Nella puntata di Raw del 6 aprile la General Manager dello show, Vickie Guerrero, annunciò un Last Man Standing match tra Cena e Edge con in palio il titolo per Backlash.
Nella puntata di ECW del 7 aprile la General Manager dello show, Tiffany, annunciò un Elimination Chase match tra Christian, Tommy Dreamer, Finlay e Mark Henry per determinare il contendente n°1 dell'ECW Champion Jack Swagger. Nella puntata di Superstars del 16 aprile Christian sconfisse Finlay nell'incontro finale, ottenendo quindi un match per l'ECW Championship di Swagger per Backlash.
A WrestleMania XXV, dopo che aveva effettuato un turn heel, Matt Hardy sconfisse suo fratello Jeff Hardy in un Extreme Rules match. Nella puntata di SmackDown del 7 aprile, dopo aver dichiarato di volerlo "cancellare" dalla storia della WWE, Matt prevalse ancora su Jeff in uno Stretcher match. Nella puntata di SmackDown del 14 aprile il nuovo General Manager dello show, Theodore Long, sancì un "I Quit" match tra Matt e Jeff per Backlash.
A WrestleMania XXV, il solo Chris Jericho sconfisse Roddy Piper, Ricky Steamboat e Jimmy Snuka in un Handicap Elimination match dopo aver eliminato per ultimo Steamboat. Nella puntata di Raw del 20 aprile fu poi annunciato un match tra Jericho e Steamboat per Backlash.
A WrestleMania XXV, CM Punk vinse il Money in the Bank Ladder match per il secondo anno consecutivo dopo aver impedito a Kane di vincerlo, gettandolo giù dalla scala. Un match tra Punk e Kane fu poi sancito per Backlash.
A WrestleMania XXV, Santina Marella vinse un Battle Royal match femminile dopo aver eliminato per ultima Beth Phoenix, aggiudicandosi così il titolo di "Miss WrestleMania". Un match tra Santina e Beth fu poi annunciato per Backlash.

## Risultati
| #    | Incontri                                                                                         | Stipulazioni | Durata |
| ---- | ------------------------------------------------------------------------------------------------ | --- | ------ |
| Dark | Kofi Kingston ha sconfitto Dolph Ziggler                                                         | Single match | —      |
| 1    | Christian ha sconfitto Jack Swagger (c)                                                          | Single match per l'ECW Championship | 11:01  |
| 2    | Chris Jericho ha sconfitto Ricky Steamboat per sottomissione                                     | Single match | 12:32  |
| 3    | Kane ha sconfitto CM Punk                                                                        | Single match | 09:25  |
| 4    | Jeff Hardy ha sconfitto Matt Hardy                                                               | "I Quit" match | 19:08  |
| 5    | Santina Marella ha sconfitto Beth Phoenix                                                        | Single match per il titolo di "Miss WrestleMania"                                                                                          | 00:03  |
| 6    | Cody Rhodes, Randy Orton e Ted DiBiase Jr. hanno sconfitto Batista, Shane McMahon e Triple H (c) | Six-man tag team match per il WWE Championship Se la squadra di Triple H avesse perso, Randy Orton sarebbe diventato il nuovo WWE Champion | 22:50  |
| 7    | Edge ha sconfitto John Cena (c)                                                                  | Last man standing match per il World Heavyweight Championship                                                                              | 28:26  |